# Ги Нантский
Ги (Гвидо I, Гюи; фр. Guy, лат. Wido; умер между 814 и 818) — граф Нанта после 786 года, маркграф Бретонской марки с около 799 года, сын Ламберта из династии Гвидонидов и Деотбрики (умерла в 768) .

## Биография

### Правление
Ги впервые упоминается в документах 782 года. В 796 году он вместе с братом Вернером владел монастырем Меттлах.
В 799 году Ги уже назван графом Нанта в связи со своим назначением императором Карлом Великим маркграфом Бретонской марки. Тогда же его брат Фродоальд получил в управление графство с главным городом Ванном. В том же году Ги по приказу императора предпринял поход в Бретань для подавления восстания бретонцев.
В 802 году Ги — наместник императора в Бретани. Последнее упоминание о Ги содержится в датированных 814 годом документах из картулярия Редонского аббатства, а в 818 году графом Нанта и маркграфом Бретонской марки уже назван его сын Ламберт.

### Брак и дети
Имя его жены неизвестно. Дети:
- Ги I (умер в 834) — граф Ванна 813—819 годах
- Ламберт I (умер в 836) — граф Нанта и маркграф Бретонской марки в 814/818—831 годах, маркграф и герцог Сполето с 834 года